# Darmstädter Landstraße 13
Das Fachwerkhaus in der Darmstädter Landstraße 13 ist ein Bauwerk in Gräfenhausen.

## Geschichte und Beschreibung
Das zweigeschossige, giebelständige Fachwerkhaus stammt aus dem frühen 18. Jahrhundert.
Es besitzt ein fast ungestörtes Fachwerkgefüge.
Verziert wird es durch Mannformen sowie Andreaskreuze in den Brüstungsfeldern und Profilierungen in den Balkenzonen.
Das Fachwerkhaus besitzt ein biberschwanzgedecktes Satteldach und im Giebel Sprossenfenster. 

## Denkmalschutz
Das Fachwerkhaus in der Darmstädter Landstraße 13 steht in dominanter Lage gegenüber der Einmündung der Schloßgasse. 
Aus architektonischen, baukünstlerischen und ortsgeschichtlichen Gründen steht das Haus unter Denkmalschutz.